# Autoportrait (Basquiat)
Pour les articles homonymes, voir Autoportrait (homonymie).
Autoportrait – en anglais Self-Portrait – est un tableau réalisé par le peintre américain Jean-Michel Basquiat en 1984. D'un format vertical, cet autoportrait a été exécuté sur papier monté sur toile à la peinture acrylique et au bâton d'huile. Le jeune homme s'y représente en buste devant un fond bleu et blanc. Vêtu d'un haut rouge, il a les yeux et les oreilles de cette même couleur, qui est aussi celle d'une sorte de moustache en croc manifestement formée par des larmes de sang, ou une grande blessure. L'œuvre est conservée dans une collection privée. Elle a été vendue par Christie's en octobre 2006.